# 河口华鲮
河口华鲮（学名：Bangana tonkinensis）为輻鰭魚綱鯉形目鲤科的其中一種。被IUCN列為次級保育類動物，分布于越南以及中國元江及其支流南溪河等。该物种的模式产地在越南。种加名 tonkinensis 意为越南“东京的”。